# ولسوالی انابه
اَنابه یکی از ولسوالی های ولایت پنجشیر در شمال خاوری افغانستان است. این ولسوالی از انحلال و تقسیم ولسوالی سابق پنجشیر در ولایت کاپیسا به وجود آمده است.
یک مرکز پزشکی جراحی و اطفال، دارای یک مرکز زایمان توسط سازمان غیردولتی ایتالیا اورژانس در انابه از سال ۱۹۹۹ اداره می‌شود.